# Georges Walser
Georges Walser (* 26. Juli 1883 in Belfort, Département Territoire de Belfort; † 5. Februar 1943 in Nizza, Département Alpes-Maritimes) war ein französischer Seeoffizier, der zuletzt Konteradmiral (Contre-amiral) der Marine war.

## Leben

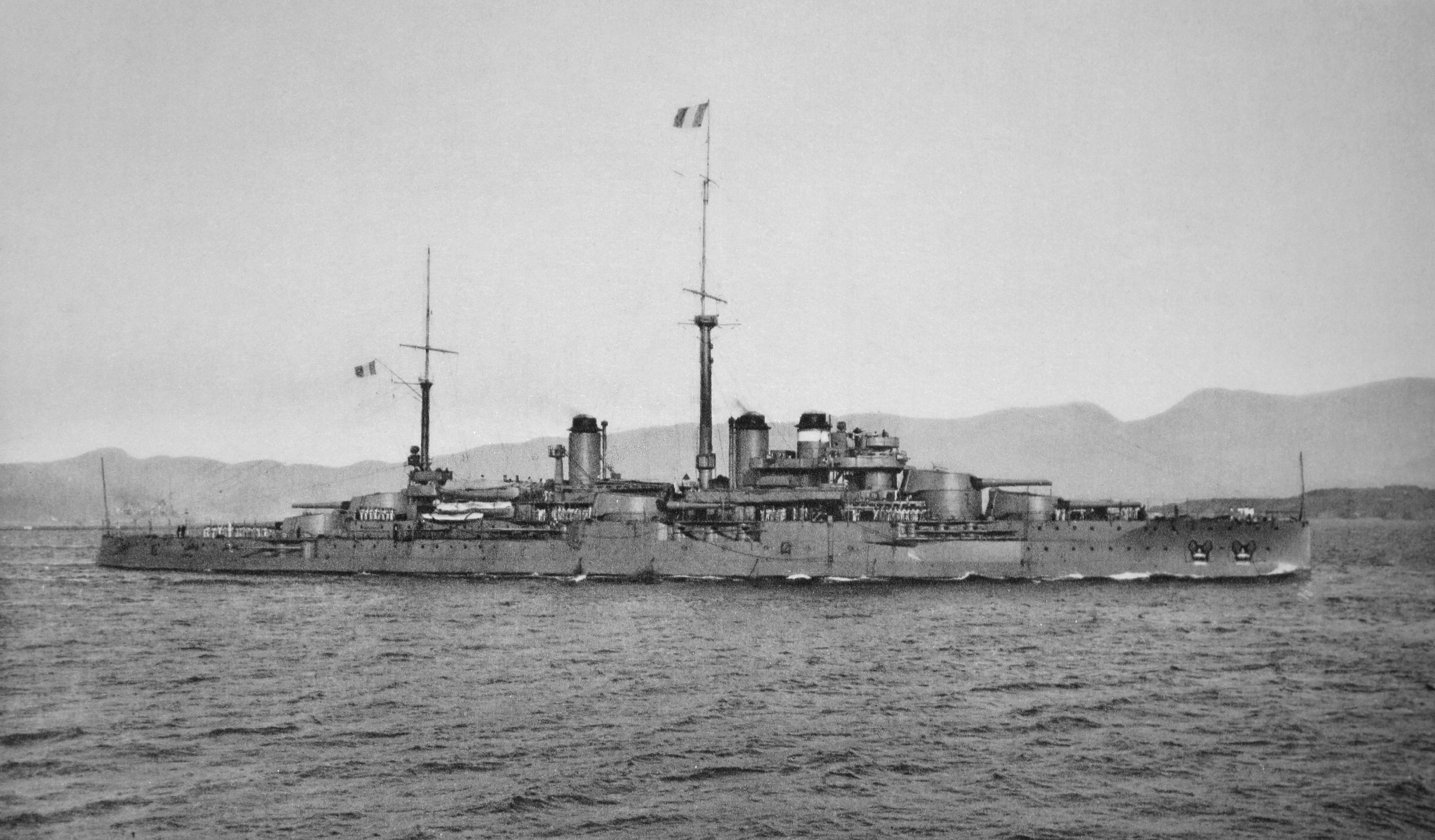
Kapitän zur See Georges Walser war 1933 Kommandant des Schlachtschiffs Courbet.

Georges Walser begann 1900 seine Ausbildung als Élève-officier an der École navale der Marine. Er wurde am 5. Oktober 1903 Aspirant auf dem Marinestützpunkt Cherbourg und am 1. Januar 1904 auf das Schlachtschiff Bouvet versetzt, das zum Mittelmeergeschwader (Escadre de Méditerranée) gehörte. Am 5. Oktober 1905 erfolgte seine Beförderung zum Leutnant zur See (Enseigne de vaisseau de deuxième classe), woraufhin er zwischen dem 1. Januar 1906 und dem 29. Juni 1910 auf dem Marinestützpunkt Brest Verwendung fand. Danach wurde er am 29. Januar 1910 auf Torpedoboot zum Torpedoboot-Stützpunkt Dunkerque versetzt, dessen Kommandant zunächst Adrien Portalis sowie ab dem 1. Januar 1912 Daniel Réglat war. Nach seiner Beförderung zum Kapitänleutnant (Lieutenant de Vaisseau) am 8. November 1913 wurde er am 1. Januar 1914 wieder zum Marinestützpunkt Cherbourg versetzt. Am 14. Juli 1916 wurde ihm das Ritterkreuz der Ehrenlegion verliehen und am 26. Oktober 1918 wurde er Kommandant des U-Bootes Messidor, ehe er am 1. Januar 1918 zum Militärhafen Toulon versetzt wurde. Dort war er Offizier in der Entwicklungsabteilung der Generaldirektion für U-Boot-Kriegsführung sowie Mitglied der Kommission für praktische Studien für Unterseeboote war. Er wurde ferner mit dem Croix de guerre ausgezeichnet.
Am 16. Dezember 1918 wurde Walser zum Korvettenkapitän (Capitaine de Corvette) befördert und am 1. Januar 1921 in die Organisationsabteilung des Generalstabes der Marine versetzt, wo am 25. Juni 1921 auch seine Beförderung zum Fregattenkapitän (Capitaine de Frégate) erfolgte. Als Fregattenkapitän war er Erster Offizier des Großlinienschiffs France sowie des Schlachtschiffs Lorraine. Am 27. Dezember 1924 wurde ihm auch das Offizierskreuz der Ehrenlegion verliehen und 1925 erfolgte seine Ernennung zum Kommandeur des 5. U-Boot-Geschwaders im Militärhafen Toulon. Er wurde am 28. April 1926 zum Kapitän zur See (Capitaine de Vaisseau) befördert und zum Marineausschuss des Senats abgeordnet. Im Dezember 1926 wurde er zum Kommandanten des zur Guépard-Klasse gehörenden Großzerstörers Bison. Im Anschluss wurde er Kommandeur eines Schiffsgeschwaders des Mittelmeergeschwaders sowie später Kommandant des Schlachtschiffs Courbet. 1933 übernahm er den Posten als Kommandant des Marinestützpunktes Rochefort und empfing in dieser Funktion am 23. Oktober 1935 die Beförderung zum Konteradmiral (Contre-amiral). Am 25. Dezember 1936 wurde er des Weiteren auch Kommandeur der Ehrenlegion.